# Tarragindi
Tarragindi är en del av en befolkad plats i Australien. Den ligger i kommunen Brisbane och delstaten Queensland, nära delstatshuvudstaden Brisbane. Antalet invånare är 9 439.
Runt Tarragindi är det mycket tätbefolkat, med 1 573 invånare per kvadratkilometer.. Närmaste större samhälle är Brisbane, nära Tarragindi.
Runt Tarragindi är det i huvudsak tätbebyggt. Genomsnittlig årsnederbörd är 1 424 millimeter. Den regnigaste månaden är januari, med i genomsnitt 275 mm nederbörd, och den torraste är oktober, med 21 mm nederbörd.